# Восточносибирская лайка
Восточносибирская лайка — российская порода собак. Используется для охоты на дичь, пушного зверя, крупного зверя. Также используется в качестве ездовой собаки. Самая крупная из охотничьих лаек.
По данным исследования генетиков 2011 года, восточносибирская лайка и нелающие собаки басенджи из Конго и Судана относятся к Y-хромосомной гаплогруппе HG9.

## История породы
Первые сведения о восточносибирских лайках появились в XIX веке по мере освоения районов Сибири и Дальнего Востока.
Первый временный стандарт принят в 1949 году, ныне действующий постоянный — в 1981.

## Внешний вид

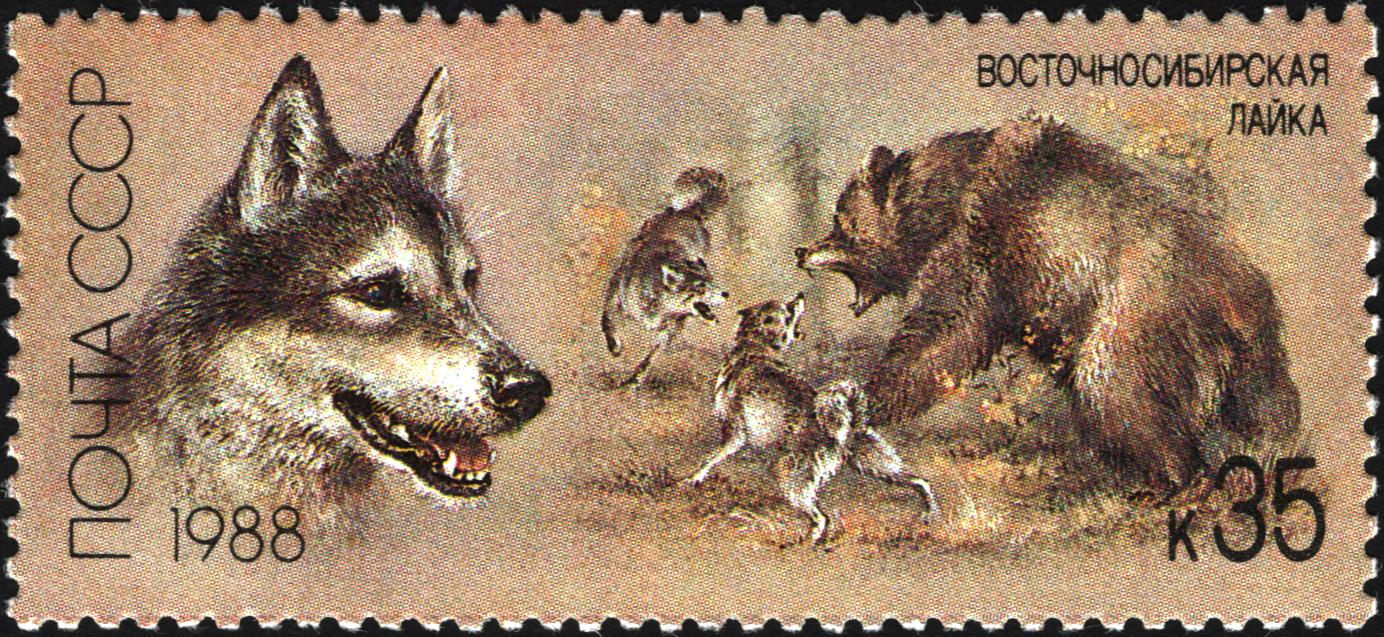
Марка СССР, 1988 г.

По сравнению с западносибирской лайкой, эта лайка имеет более растянутый формат, она более крупная и имеет более мощный костяк. Движения быстрые, легкие. Характерный аллюр — ускоренная рысь и легкий галоп.
Голова клинообразная с относительно широким черепом и округлой затылочной костью. Длина морды приближается к длине черепной коробки. Затылочный бугор выражен. Переход ото лба к морде плавный, слабо выраженный. Верхняя линия морды параллельна линии лба. Морда хорошо заполнена под глазами. Уши стоячие, подвижные, треугольной формы, с острыми или чуть закругленными вершинами, находятся на уровне глаз, не очень высоко поставленные. Глаза некрупные, с овальным и умеренно косым разрезом век, желательно темно-коричневые или коричневые при любом окрасе шерсти. Губы сухие, плотно прилегающие. Зубы крупные, белые, прикус ножницеобразный. Шея мускулистая, по длине приближается к длине головы.
Холка хорошо развитая, резко выступает над линией спины. Спина прямая, широкая, мускулистая. Хвост, как правило, загнут кольцом на спину или прижат к бедру. Его длина доходит до скакательного сустава, или на 1—2 см короче. Передние конечности прямые, параллельные, с хорошо выраженными углами, локти направлены строго назад. Предплечья прямые, пясти слегка наклонные. Задние конечности мускулистые, с длинной голенью, параллельные, с правильными углами сочленений. Плюсна поставлена почти отвесно. Лапы собраны в комок. Прибылые пальцы допускаются, но нежелательны.
Шерсть жёсткая, грубая, с мягким, плотным подшёрстком; на голове, ушах короткая, на шее и плечах более пышная, в виде воротника (муфты), на ногах короткая, на тыльной стороне ног несколько удлиненная. Окрас белый, чёрный, чёрно-подпалый, пегий, серый, рыжий и бурый всех оттенков. Чепрачный, голубой, мраморный, коричневый (печеночный) окрасы являются не типичными и свидетельствуют о наличии примеси других пород.
Высота в холке кобелей — 57—70 см, сук — 53—65 см. Вес — от 25 до 35 кг.

## Характер
Восточносибирские лайки хорошо ориентированы на человека, обладают ярко выраженной охотничьей страстью, а также крепким, уравновешенным характером. Для многих представителей породы не типична злобность к человеку, тем не менее в местах исконного разведения нередко использовались в качестве охранника. Очень хорошо приспособлены к тяжёлой работе в суровых условиях гористой сибирской тайги. Натаска — по дикому или подсадному зверю.